# Camp de la Terma

El Camp de la Terma, respecte del terme de Castellcir

El Camp de la Terma és un paratge de camps de conreu del terme municipal de Castellcir, a la comarca del Moianès.
Està situat a prop de l'extrem nord-oriental del terme, ran del límit amb Balenyà. És a llevant del punt de trobada del torrent del Soler amb el que davalla de la Serra de Santa Coloma, a l'est de l'extrem nord de la Baga de Santa Coloma, al sud-est del Bonifet i a llevant del petit poble rural de Santa Coloma Sasserra.